# 大哈伊
49°31′10″N 25°38′39″E / 49.51944°N 25.64417°E

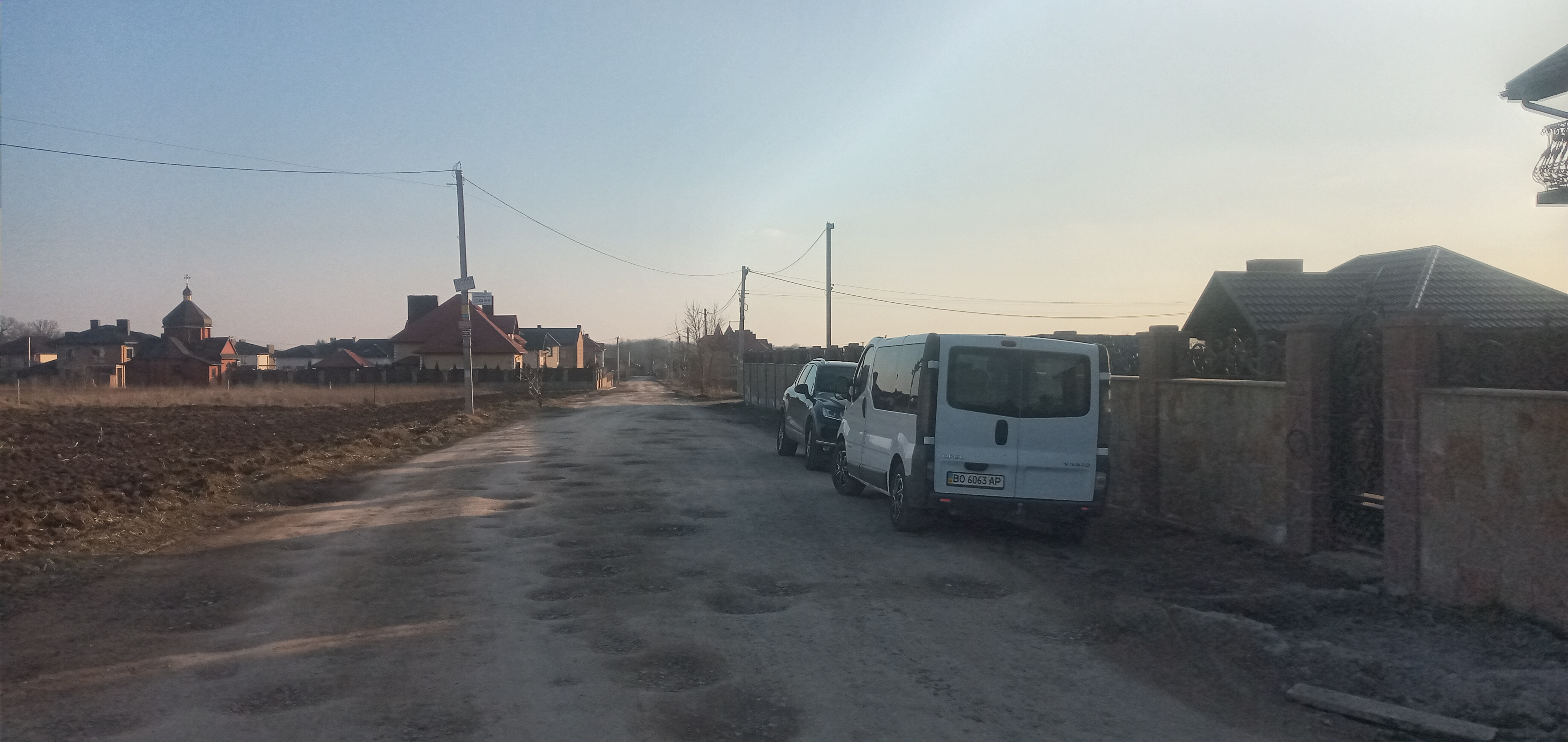
道路

大哈伊（羅馬化：Velyki Hai）是烏克蘭西部捷爾諾波爾州捷爾諾波爾區大哈伊市镇内的村落及其行政中心。始建於1785年，面積7.59平方公里，海拔高度341米，2012年人口4,252，人口密度每平方公里560.6人。